# Ohrenschmalz

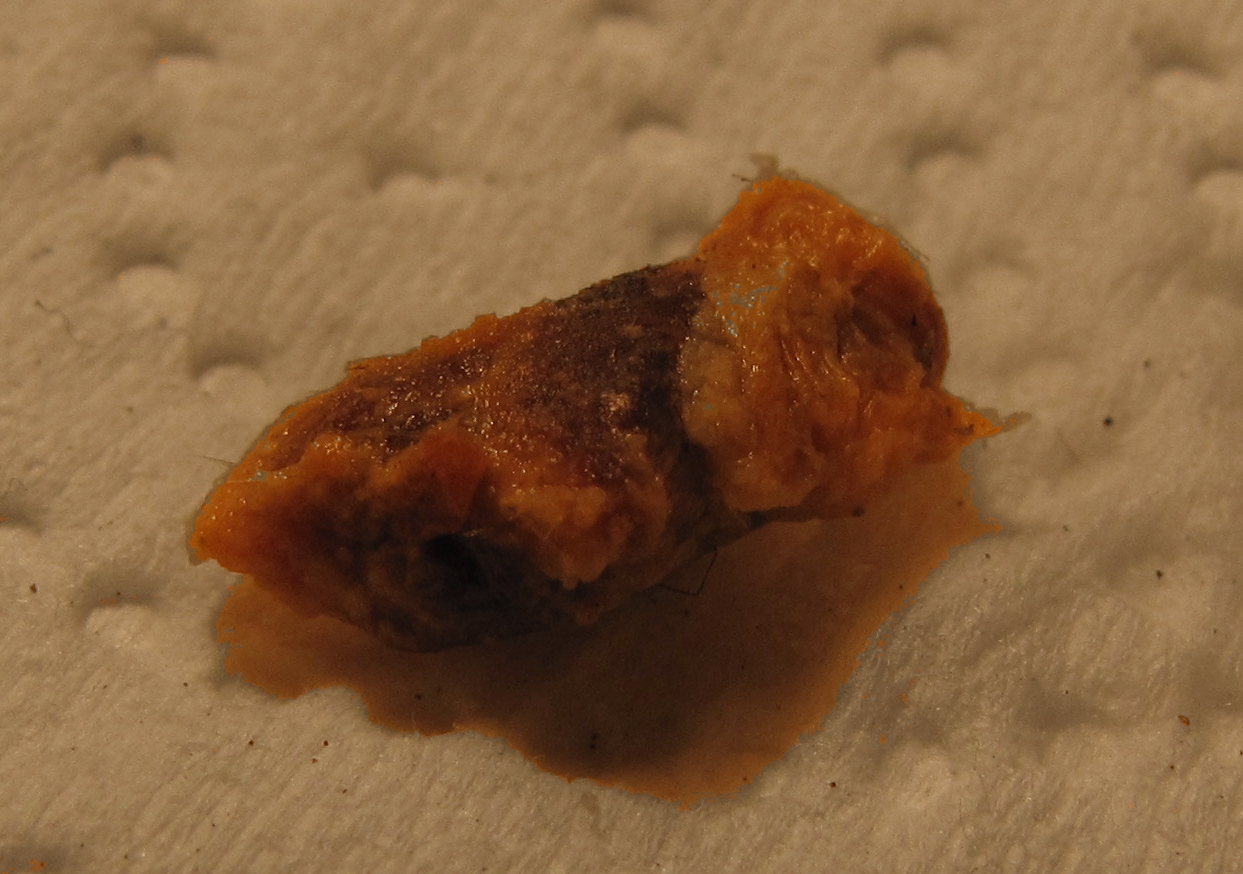
Ceruminalpfropf

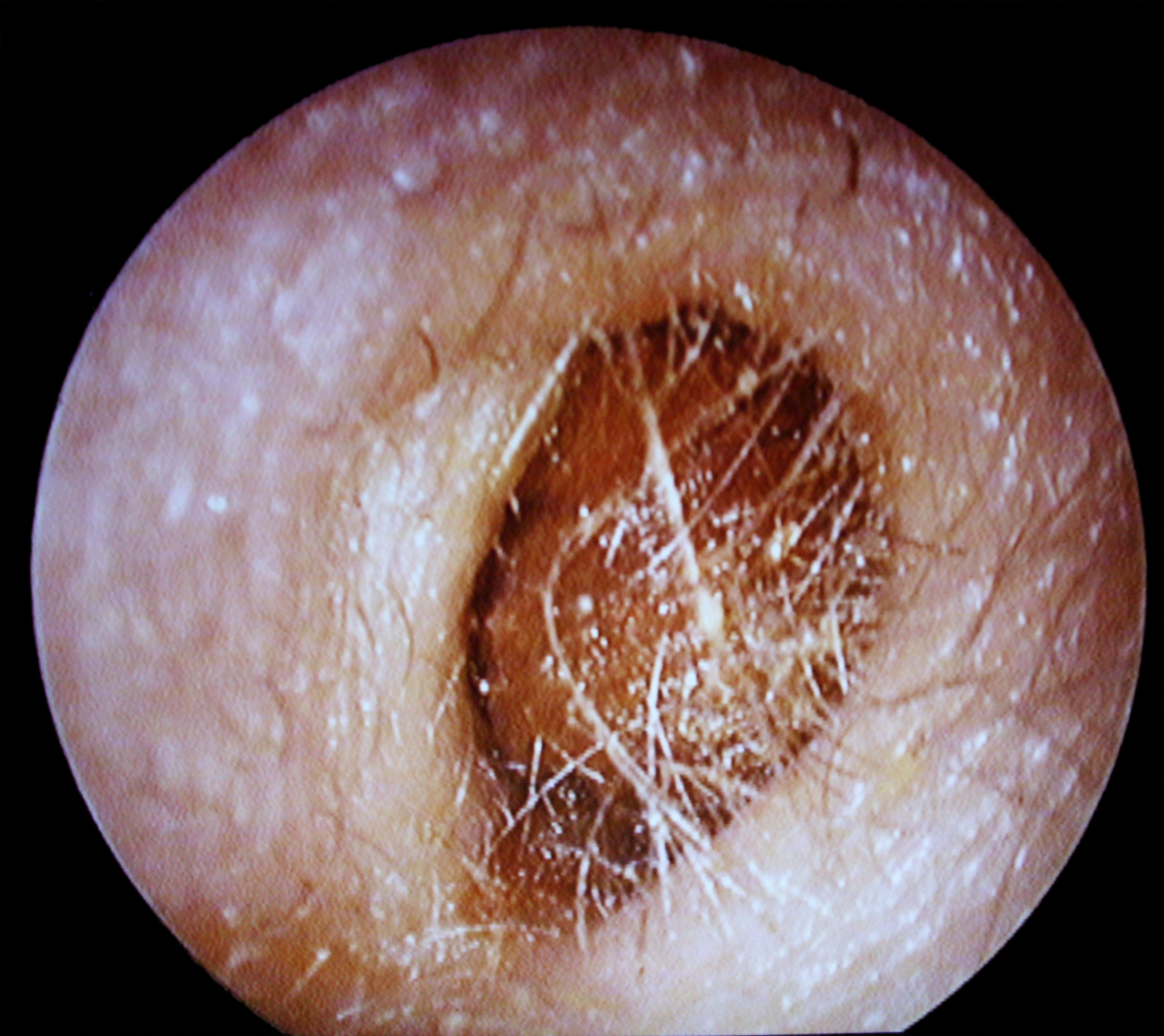
Ein Ceruminalpfropf blockiert den äußeren Gehörgang

Ohrenschmalz (medizinischer Fachausdruck Zerumen oder Cerumen; von altgriechisch κήρωμα kēroma, deutsch ‚Wachssalbe‘, lateinisch Sordes auricum), gelegentlich auch als Ohrwachs bezeichnet, ist eine gelb-bräunliche, fettige und bittere Absonderung der Ohrenschmalzdrüsen (Glandulae ceruminosae, modifizierte Schweißdrüsen; apokrine, tubuläre Knäueldrüsen) des äußeren Gehörgangs.

## Funktion
Das Ohrenschmalz existiert bei allen Säugetieren. Es befeuchtet die Haut im Gehörgang und dient der Entfernung von Staub, Schmutz, abgestorbenen Hautzellen und Fremdmaterialien aus dem Ohr. Es enthält außerdem Lysozym und andere Stoffe, die Bakterien bekämpfen sowie Insekten davon abhalten sollen, in den Gehörgang vorzudringen. Fehlt dieser Schutz, zum Beispiel durch häufiges Waschen oder Schwimmen, kann dies zu starken Ohrenschmerzen führen.

## Analytik und Inhaltsstoffe
Zur Bestimmung der Inhaltsstoffe kommen chromatographische Trennungen durch Säulenchromatographie oder Gaschromatographie und anschließende Massenspektrometrie zur Anwendung. Dabei wurden neben Kohlenwasserstoffen, Squalen, Wachsestern, Triglyceriden, Cholesterin, Cholesterinestern, freien Fettsäuren und Hydroxysäuren weitere lipophile Komponenten festgestellt. Ca. 1000 Substanzen konnten bisher identifiziert werden. Forschungsthemen zum Ohrenschmalz waren 2011 auch antimikrobielle Substanzen auf Peptidbasis. Auch für forensische Untersuchungen auf lipophile Arzneimittel kann Ohrenschmalz eingesetzt werden. Im Jahre 2019 erstellte eine brasilianische Arbeitsgruppe durch Headspace-Gaschromatographie in Kopplung mit der Massenspektrometrie Cerumenogramme, die eine sichere Unterscheidung zwischen Krebspatienten und gesunden Studienteilnehmern ermöglichten. Im Jahre 2021 wurden weitere Untersuchungen veröffentlicht, welche die Vielzahl der Bestandteile des Ohrenschmalzes zeigten.

## Merkmale
Das Ohrenschmalz ist neben der Galle eines der beiden stark bitter schmeckenden Sekrete des Menschen. Es existiert, genetisch bedingt, beim Menschen in trockener Form (Triglyceride mit hohem Anteil gesättigter Fettsäurereste) und feuchter Form (Triglyceride mit hohem Anteil ungesättigter Fettsäurereste):

Beispiel für ein Triglycerid mit zwei ungesättigten Fettsäureresten (grün und rot) und einem gesättigten Fettsäurerest (blau)

Der feuchte Typ ist gelblich, hellbraun oder dunkelbraun und ölig-klebrig. Dieser Typ ist genetisch dominant über die trockene Variante (Farbe weißlich). Die trockene Variante kommt in Europa und Afrika mit unter 3 Prozent sehr selten vor, hingegen ist sie mit 80 bis 95 Prozent in Ostasien am weitesten verbreitet. Eine mittelhäufige Verbreitung besteht in Süd-, Zentral- und Kleinasien sowie auf den pazifischen Inseln, bei den Ureinwohnern Nordamerikas und den Inuit. Die Zusammensetzung wird über das Gen ABCC11 gesteuert. Vermutete Zusammenhänge zwischen den unterschiedlichen Varianten und dem Auftreten von Brustkrebs waren 2009 und 2011 Gegenstand von Forschungen.
Des Weiteren kann die Farbe von Ohrenschmalz auf gesundheitliche Probleme – wie etwa Infektionen oder Blutungen – hinweisen.

## Verstopfungsgefahr des Gehörgangs
Das Cerumen kann den Gehörgang, unter anderem bei Überproduktion, völlig verschließen (Ohrenschmalzpfropf, Ceruminalpfropf, Cerumen obturans) und plötzliche Schwerhörigkeit bewirken. Der Pfropf muss vom Hausarzt oder Hals-Nasen-Ohren-Arzt mittels eines Ohrlöffels oder per Absaugung entfernt oder notfalls mit warmem Wasser herausgespült werden. Ist dies nicht möglich, weil der Pfropf zu fest sitzt, kann ein Arzt mit einigen Tropfen Wasserstoffperoxid in einer Konzentration von 3 % den Pfropf anlösen, um ihn dann anschließend ausspülen zu können.

## Schädliche Wattestäbchen

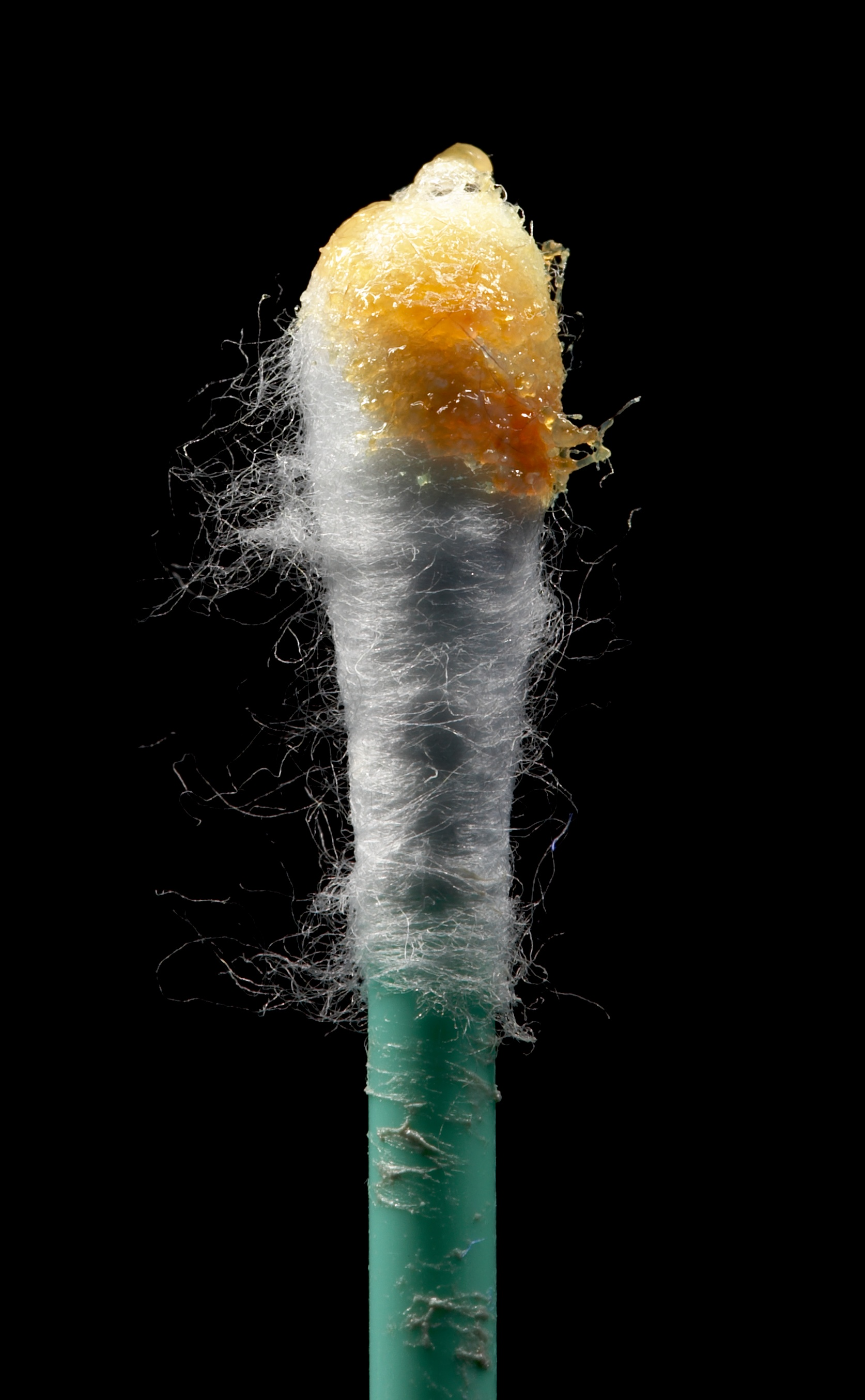
Ohrenschmalz auf einem Wattestäbchen – von der Entfernung des Cerumens mit Wattestäbchen wird abgeraten

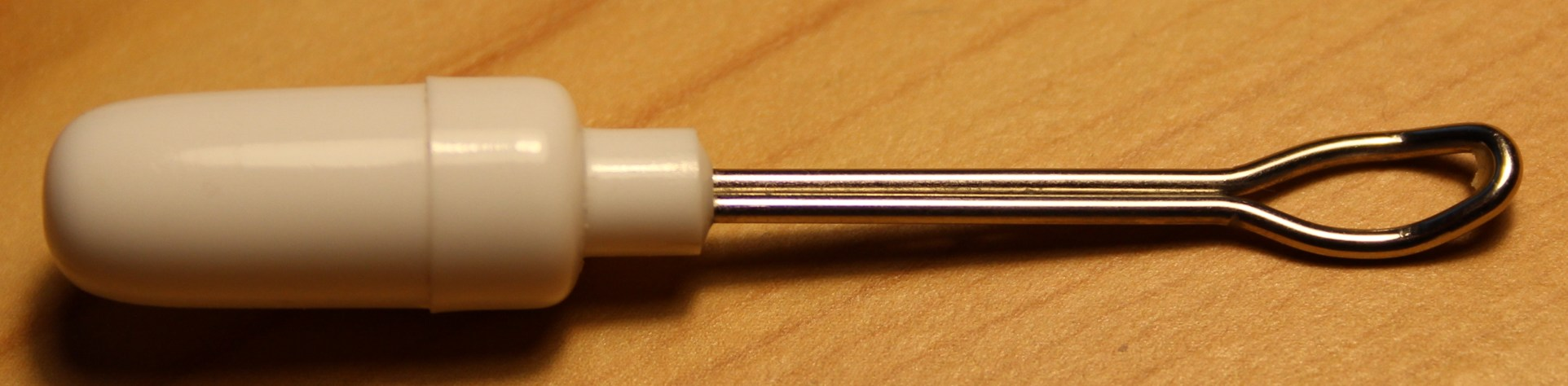
Ohrenreiniger aus Metall

Trotz Warnhinweisen werden handelsübliche Wattestäbchen nach wie vor von vielen Menschen zur vermeintlichen Entfernung des Ohrenschmalzes aus den Gehörgängen eingesetzt. Dabei kann das Schmalz jedoch (wenn die Watte keinen Platz hat, dahinter zu gelangen) tiefer in das Ohr gedrückt werden und dort zu einem Ohrschmalzpfropf verhärten, der unter Umständen Druck auf das Trommelfell ausübt und zu Schwerhörigkeit führen kann. Zur Gehörgangsreinigung am gesunden Ohr reicht es stattdessen, die Ohren mit klarem Wasser, z. B. beim Duschen oder mit einer Ohrenspritze, auszuspülen. Bei Überproduktion sollte die tiefere Ursache beseitigt werden. Ein bereits fest gewordener Pfropf muss von einem Arzt entfernt werden.